# تامی الفیک
تامی الفیک (انگلیسی: Tommy Elphick؛ زادهٔ ۷ سپتامبر ۱۹۸۷) بازیکن فوتبال اهل بریتانیا است.
از باشگاه‌هایی که در آن بازی کرده‌است می‌توان به باشگاه فوتبال استون ویلا، باشگاه فوتبال برایتون اند هوو آلبیون، و باشگاه فوتبال ای‌اف‌سی بورنموث اشاره کرد.